# ドン・ドラキュラ
『ドン・ドラキュラ』は、手塚治虫による日本の漫画。『週刊少年チャンピオン』（秋田書店）にて1979年22号（5月28日号）から同年50号（12月10日号）まで連載。
1982年、これを原作とするテレビアニメ『手塚治虫のドン・ドラキュラ』（てづかおさむのドン・ドラキュラ）が放送された。2015年、ネルケプランニング主催による同名の舞台公演『ドン・ドラキュラ』が行われた。

## 概要
現代社会に生きるドラキュラ伯爵の姿をコミカルに描く。『少年チャンピオン』における手塚漫画としては、『ブラック・ジャック』の次の連載となる。
基本的にコメディ色が強く、ラストシーンもギャグがほとんどを占め、アニメにおいてもそのテイストが表現されている。最終回に至っても完結や特別な盛り上がりはなく、いつものドタバタで終了した。手塚自身は「手塚治虫漫画全集」にて楽しく描いていたと語っている。一方、回によっては人情味や風刺色あふれる描写のほか、時事性や怪奇色の強いエピソードも散見される。
本作の連載中および後も『ブラック・ジャック』が不定期に発表され、お馴染みのスター・システムにより、ドン・ドラキュラがゲストで登場したエピソード（『B・Jそっくり』）が存在する。ブラック・ジャックの登場人物#セミレギュラー黒松の項を参照。
アニメ化に先立って、1979年の『24時間テレビ 「愛は地球を救う」』における『海底超特急マリンエクスプレス』にドン・ドラキュラとチョコラが登場した。なお、担当声優は1982年のテレビアニメ版『ドン・ドラキュラ』と異なる。
1980年代前半、東宝で実写映画化の企画が進行。大林宣彦監督、石坂浩二（ドラキュラ）、当時石坂の妻だった浅丘ルリ子（カーミラ）という布陣で桂千穂の脚本が雑誌発表されたが、結局中止となった。

## 登場人物
キャストはアニメ版のもの。
ドン・ドラキュラ伯爵
声 - 内海賢二
本作の主人公。その名も高き吸血鬼の名門・ドラキュラ家の伯爵。かなりドジであり、プライドが高く頑固にして短気、かつお人好しな性格である。見た目は中年だが、年齢は400歳。血液型はO型。練馬に屋敷を持っている。魔物として人間に恐れられる存在であろうとするが、文明社会である現代においては、ただの変わった人と道化扱いされてしまうのが悩みの種。人間を嫌ってはいるが美女には弱く、血を吸うなど危害を加えたりこそすれど命を奪うことまではしない。目を合わせたり血を吸ったりした相手を操ったり（前者の方法よりも後者の方法を使う方が効果がある模様）、マントを纏ってコウモリに変身する他、念力で相手の動きを封じることも可能。
日光や高熱、水や杭、十字架（十字型の物やマークでも代用可能だが、紙に描かれたものには効果がない）やニンニクの臭いが弱点で、高熱にさらされたり多量の水を浴びると体調を崩し、場合によっては昏睡状態となるばかりか、最悪の場合は死に至る。また、日光を浴びると身体が灰となり、消滅してしまう。灰を棺桶に納めた後、血・ニカワ・パウダーを入れて3分待つと復活する（ただし、灰に他の物質が混ざっていると元に戻った時にそれらが体に一体化してしまう。また、空中で身体が灰になった際は残った指からチョコラとイゴールによってクローンとして再生された）。加えて、杭で心臓を貫かれると死んでしまう。なお、彼ら吸血鬼の主な栄養源は人間（特に処女）や動物の生き血、青酸およびヒ素であり、他にも鏡に姿が映らないという特徴がある（吸血鬼本人からは映って見える）。
ひょんなことから人助けをしてしまったりすることもある。娘のチョコラには厳しくあろうとするも、根本的には溺愛しているので、父としての威厳はいささか通用しないようである。ちなみに、若い頃は数学と理科が苦手で、テストの際は自作のカンニング道具を使用していたと語っている他、何度か近眼に悩まされる姿も見受けられる。本名を名乗りあげるシーンが三度あるが、うち一回だけ名前が違う。
単行本第1巻の前書によると、ルーマニアにあった屋敷が日本の商社に買い取られ、屋敷と共に日本にやってきたが、それを描く前に打ち切られたとある。原作では伯爵の先祖として、実在のドラキュラ公ヴラド3世自身をモデルにした「串刺し公」という凶暴な初代ドラキュラも登場した。アニメ版では原作に無い顔としてデフォルメ顔が頻繁に登場する。また、漫画版では主に悪党に対して容赦の無い態度を取っていたが、アニメ版では血を吸おうとして失敗してばかりいるなど、ギャグキャラの要素が強まっている。
チョコラ
声 - 島津冴子
本作のヒロイン。伯爵の娘で、父親と比べるとしっかり者な性格。人間社会に興味を持ち、高田馬場の人間の夜間中学に通っている。伯爵はそれを快く思っていないが、彼女のワガママに押し切られて渋々認めている。日のあたる場所に長くいられないが、太陽の下での暮らしに憧れており、つい長居をして灰になってしまい、復活させてもらうこともしばしば。また、ニンニクにもどうにかして慣れようと考えている。趣味はSF小説で、夜間中学のSF研究会に所属している。狼女の血も引くため、父親と違って水に濡れても体調を崩さない。父親同様にマントを纏ってコウモリに変身できる。先述のように伯爵を振り回したり、そのノリに呆れることもあるが、父親である彼のことはとても大事に思っている。アイドルやポルノ女優の血を吸いたがるなど、時折ミーハーな一面も見せる。
イゴール
声 - 大山高男
伯爵の召使のせむし男。醜い外見だが、忠実でよく気の付く性格。一人称は「おら」で、訛った口調で喋る。馬車の運転、ドラキュラ父娘の灰からの復活などあらゆることでサポートしている。イゴールのキャラクター自体はヘルシング教授と同様元ネタが存在するが、その外見は手塚のスター・システムにより、『ロストワールド』のグラターンとなっている。
ブロンダ
声 - 片岡富枝
伯爵が日本で初めて血を吸った外国人女性で、日本にあるバーでホステスをしている。かつてはスリムな美人だったが、現在はラーメンの食べすぎで以前の面影がない肥満体型になってしまった。その過去は漫画・アニメとも劇中で明らかになる。高血圧なので血を吸われても平気らしく、伯爵に血を吸ってもらおうと付きまとうが、彼からは「ブタ女」呼ばわりされて避けられる。興奮して鼻血を噴くこともある。ちなみに、血液にはRh因子が含まれており、その血液型や先述の過去絡みで事件解決に一役買ったこともある。元夫はドリアン・グレイ。
大林ノブヒコ（おおばやし ノブヒコ）
声 - 喜多道枝
チョコラのボーイフレンドで、彼女の通う夜間中学校・松谷中学（まつたにちゅうがく）の生徒（学年はチョコラの一級上）。SF研究会の会長を務めており、宇宙人やUFOの存在を信じている。その一方、伯爵との初対面にて吸血鬼などの怪物を迷信と切り捨てたこともあり、伯爵からは概ね嫌われている。しかし、後に伯爵にとっての怪物たちの存在を自分たちにとっての宇宙人などと同じようなものと考えるようになり、ドラキュラ父娘の正体には気付かなかったものの、その価値観を肯定している。また、度々事件に巻き込まれることも。後に父親の転勤の都合により、昼間の中学に転校する。
名前の由来は大林宣彦。
リップ・ヴァン・ヘルシング教授
声 - 滝口順平
吸血鬼退治を使命とする、オランダから来た伯爵の永遠のライバル。一人称は「ワラバイ」。ちなみにヘルシングは手塚のオリジナルでなく、ドラキュラを有名にした小説からの翻案である。少年時代から持病の嵌頓性イボ痔による多量な出血で慢性の貧血に悩まされているため、人間から血を奪う吸血鬼を憎悪し、本編開始の十年前から伯爵を狙い続けている。
チョコラの通う中学校に教師として着任し、伯爵と戦おうとしては大体ドタバタで終わるが、後に「教師の仕事は給料が安い」との理由で伯爵がチョコラのために作ったカンニング道具を商品化しようとしたのがばれてしまい（伯爵が誤ってイゴールにヘルシングの名前を出させた上で、道具を街頭にて宣伝させたのが原因）、学校をクビになる。しかし、カンニング道具の一件では伯爵のチョコラに対する過保護さを戒めるなど、人間性や教師としての器量は比較的優れている。外見は少々分かりづらいが、スター・システムによって「鉄腕アトム」に登場するフーラー博士のデザインがほぼ流用されている。
コウモリ安兵衛（コウモリやすべえ）
声 - 肝付兼太
アニメ版オリジナルキャラの狂言回し役。場面転換時に登場するだけのキャラだが、作中のキャラとも何度か会話している。オープニングでもラスト近く、ドラキュラを後ろから蹴飛ばしている。
村井警部（むらい-）
声 - 池田勝
ドラキュラ父娘&イゴールやヘルシングの奇行を見るたび怪しいと思い、衝突する警察官。浜松出身で、「命」の刺繍がされたネクタイを着用している。笑い声は「ぬはははははは」で、たびたび興奮しては発砲する癖がある。なお、村井警部のキャラクターは、後にスター・システムで他の手塚作品に出演するようになる。
モデルは手塚の娘（手塚るみ子）の中学時代の先輩で、「自分を漫画に出してくれ」と娘に無理に頼み込んで登場させたという経緯がある。
カーミラ
原作にのみ登場する、狼変身型の吸血鬼の女性。コウモリ変身型の吸血鬼と異なり水に耐性がある他、雨を降らせる能力を持つ。伯爵の元妻で、チョコラの実母。人間を餌としか認識せず、次々に人間を殺してしまうばかりか、美女の血を吸おうとする伯爵に嫉妬心を起こして妨害する彼女に対し、伯爵は「血こそ吸うが殺してはならない」と考えたために2人の価値観が食い違い、チョコラが赤ちゃんの頃の三百年前に離婚に至る。「自然破壊を進め、戦争を止めない人間こそが化け物だ」とチョコラに教えた。チョコラを取り返すために伯爵と対決するが、血を吸われて敗れる。伯爵によると、百年くらいは足腰が立たない模様。
校長先生
声 - 大竹宏
チョコラの通う松谷中学の校長。

## サブタイトル（雑誌連載の漫画）
1. ドラキュラ登場
2. またもやドラキュラ
3. やっぱりドラキュラ
4. ドラキュラ・タンカー
5. なんちゅうかドラキュラ
6. もうひとつドラキュラ
7. ドラキュラVSカーミラ
8. もう一度ドラキュラ
9. ドラキュラ半漁人にあう
10. いとしのブロンダ
11. そういえばドラキュラ
12. どうしてもドラキュラ
13. ドラキュラは夜にかげる
14. あわやドラキュラ
15. ドラキュラその変身
16. もうひとりのドラキュラ
17. 雨の中のドラキュラ
18. かろうじてドラキュラ
19. なぜかいまドラキュラ
20. ドラキュラ帰る
21. くるしまぎれのドラキュラ
22. ドラキュラちがい
23. ドラキュラ列車
24. ジョーズ・オブ・ドラキュラ[2]
25. ドラキュラくずれ
26. さんざんドラキュラ

## 単行本
- 少年チャンピオンコミックス『ドン・ドラキュラ』（秋田書店）全3巻
- 手塚治虫漫画全集『ドン・ドラキュラ』（講談社）全3巻
- 秋田文庫『ドン・ドラキュラ』（秋田書店）全2巻 - 解説文：涼風真世(1巻)、高城剛(2巻)
- 手塚治虫文庫全集『ドン・ドラキュラ』（講談社）全2巻

## アニメ版
タイトルは『手塚治虫のドン・ドラキュラ』。じんプロダクションによりアニメ化され、1982年4月5日から4月26日までテレビ東京にて毎週月曜19時00分 - 19時30分に放送された。当時の裏番組は『ゲームセンターあらし』（日本テレビ）、『釣りキチ三平』（フジテレビ）、『あさりちゃん』（テレビ朝日）。
日本で放映された連続アニメ番組において最少話数で打ち切りとなった番組であるとされる。1か月未満という短期間で打ち切りとなったケースは極めて稀である。実質的な最終話となった第8話は、漫画版第1話と最終話をベースに構成された。
放送の1年前より制作を開始。脚本自体は第21話分まで既に完成していたが、担当した広告代理店の倒産によりスポンサーを集められず、テレビ局への電波料未払いに伴って、東京での放映は第4話で打ち切られた。地方によっては完成済みの第8話までを放送している。
既に完成していた脚本21話分のうち18話分を執筆した構成担当の小山高生（当時小山高男）は、広告代理店の倒産によってギャラおよそ50万円分の手形が不渡りとなる損害を被った、じんプロダクションより発注を請けて制作担当したグリーン・ボックスも年内に解散している。また脚本家の中弘子、園田英樹、照井啓治は決定稿を執筆し、本作品の脚本家としてデビュー予定だったが、放送の打ち切りによって別作品でデビューする形となった。

### スタッフ
- 原作 - 手塚治虫
- 製作 - 池田公雄、木村一郎
- 企画 - 手塚プロダクション、三京企画
- 構成・脚本 - 小山高男
- チーフディレクター - 落合正宗
- 作画監督 - 内山正幸
- 美術監督 - 下川忠海
- 音楽 - 山本正之、神保正明
- プロデューサー - 鳥海俊材、丹羽純一、由井正俊
- 色指定 - 鈴木一海
- 撮影 - ティ・ニシムラ、上田雅英
- 編集 - 坂本雅紀（井上編集室）
- 現像 - 東京現像所
- 録音 - 東北新社
- 音響監督 - 松岡裕紀（スポットライト企画）
- 調整 - 堀内勉
- 効果 - 倉橋静男（東洋音響）
- 制作担当 - 神山千明
- 制作デスク - 田中信吾
- 制作進行 - 皆川拓哉、鈴木元務、末広真己、今井広美
- 演出助手 - 山崎友正
- 協力（動画） - グリーン・ボックス
- 制作 - 三京企画、じんプロダクション

### 主題歌
コロムビアが発売元となっている、いくつかのアニメコンビネーションCDに収録されている。
オープニングテーマ - 「パラダイスドラキュラ」
作詞 - 高田ひろお / 作曲 - クニ河内 / 編曲 - 武市昌久 / 歌 - 内海賢二、こおろぎ'73
エンディングテーマ - 「お父さんは吸血鬼」
作詞 - 小山高生 / 作曲・編曲 - 武市昌久 / 歌 - 新倉よしみ、コロムビアゆりかご会、こおろぎ'73
ラストカットでは「次回を おたのしみに ネ！」というメッセージが添えられた。このメッセージは東京地区での最終回である第4話は元より、一部地域での最終回である第8回でも添えられた。

### 各話リスト
製作された8話分は全て原作漫画からのエピソードで、アニメオリジナルのストーリーは無い。ただし、一部の話では展開が変更されている。
| 話数 | サブタイトル                   | 絵コンテ   | 演出       | 放送日         |
| ---- | ------------------------------ | ---------- | ---------- | -------------- |
| 1    | ドラキュラ殺しがやってきた     | あいただし | 野村和史   | 1982年 4月5日  |
| 2    | ヤバイゼ!吸血鬼ツアー          | あいただし | 笠原達也   | 4月12日        |
| 3    | 悪魔に魂を売った巨人           | 横尾晃     | 平林淳     | 4月19日        |
| 4    | 襲撃!ヌード怪人たち            | 野村和史   | 五月女有作 | 4月26日        |
| 5    | 大成功!?カンニング大作戦       | 笠原達也   | 笠原達也   | 東京地区未放送 |
| 6    | 怪奇!学習塾にすむ悪霊          | あいただし | 二階堂主水 | 東京地区未放送 |
| 7    | 同じ命だパンダも虎も           | 岡田宇啓   | 岡田宇啓   | 東京地区未放送 |
| 8    | にんにく・十字架・歯医者も怖い | 野村和史   | 五月女有作 | 東京地区未放送 |

### 放送局
月曜 19:00 - 19:30
- テレビ東京（制作局）
- テレビ大阪
- 北海道文化放送
- 秋田テレビ
- 青森放送：金曜 17:15 - 17:45
- 東北放送：金曜 17:00 - 17:30
- 福島テレビ：木曜 16:50 - 17:20[11]
- 静岡放送：水曜 17:30 - 18:00
- テレビ岡山：金曜 19:00 - 19:30、7話で打ち切り[12]
- テレビ新広島：火曜 16:30 - 17：00、8話すべて放送[13]
- テレビ高知：月曜 17:30 - 18:00
- RKB毎日放送：日曜 17:00 - 17:30
- 鹿児島テレビ：土曜 8:00 - 8:30[14]

### 参考資料
『アニメージュ』（1985年7月号、徳間書店） - 脚本とシリーズ構成を担当した小山高生の連載エッセイで、幻の名作として1回分を費やして紹介。

### 関連商品
放送時にボードゲーム『ドン・ドラキュラゲーム』を発売。原作掲載誌の読者プレゼントにもなった。

### ソフト化
1988年7月22日、大陸書房よりビデオソフトを発売。VHSのみで価格は1,980円。第1話から第8話までを90分に再編集した内容。
2002年4月25日、「手塚治虫アニメワールド」シリーズのひとつとして8話全てを収録したDVDをパイオニアLDCより発売。税抜き5,800円。パッケージ裏面は同シリーズの他作品と異なり、現代の子どもたちに配慮し漢字にルビが振られ易しい文章となっている。

### インターネット動画配信
2007年から、Yahoo!動画などのインターネットテレビにおける「手塚治虫アニメワールド」（手塚プロダクション）にて全話を有料配信した。「日本で最も早く打ち切りになった―」とのリード（要旨）が掲載されている。
2013年12月19日より、YouTube「手塚プロダクション公式チャンネル」にて、第1話のOPも含む冒頭数分間を無料配信。6年後となる2019年12月18日より同チャンネルにて第1話全ての無料配信を開始、2020年4月27日より同チャンネルにて第2話以降も期間限定無料配信を行った。その後は次の通りの配信が行われた。
- 2022年（アニメ開始40周年）：5月18日 - 7月25日
- 2023年：7月6日 - 8月31日
- 2025年：5月15日 - 7月11日（予定）
  - 6月28日からはこれと並行して、全8話をまとめて配信を行っている（7月11日までの予定）

2021年4月19日よりYouTube「アニメログ」にて第1話からの無料配信が行われた。

## 舞台
2015年4月9日から14日までAiiA 2.5 Theater Tokyoにて上演。脚本・演出は徳尾浩司が担当し、主演はEXILEの橘ケンチが務めた。

### キャスト（舞台）
- ドン・ドラキュラ伯爵 - 橘ケンチ（EXILE）[18]
- ルーシー - 原田夏希[18]
- モリス - 根本正勝[18]
- ノブヒコ - 矢田悠祐[18]
- カケル - 安西慎太郎[18]
- チョコラ - 神田愛莉[18]
- センヌ - 阿井莉沙[18]
- ブロンダ - 平田敦子[18]
- イゴール - 野添義弘[18]
- ヘルシング教授 - 池田鉄洋[18]
- 兼松若人[19]
- 榊英訓[19]
- 角野哲郎[19]
- 田川可奈美[19]
- 小玉百夏[19]
- 中川汐希[19]

## その他漫画
手塚治虫生誕90周年記念書籍「テヅコミ」創刊号から最終号まで、本作にアレンジを加えて大人になった吸血鬼チョコラを描いた『チョコっとドラキュラ』（作画:えのきづ）を発表。単行本全1巻が刊行された。
- TCコミックス『チョコっとドラキュラ』（マイクロマガジン社）全1巻